# خوان رافاييل فوينتيس
خوان رافاييل فوينتيس هيرنانديز (بالإسبانية: Juan Rafael Fuentes Hernández)‏ (مواليد 5 يناير 1990) هو لاعب كرة قدم إسباني يجيد اللعب في مركز الظهير الأيسر ، ويلعب حاليًا لنادي أوساسونا الإسباني.

## بطولات وإنجازات اللاعب

### إسبانيول
- كأس كاتالونيا: 2013–2014 - المركز الثاني.

## روابط خارجية
- خوان رافاييل فوينتيس على موقع قاعدة بيانات كرة القدم.إي يو (الإنجليزية)
- خوان رافاييل فوينتيس على موقع Soccerbase.com (لاعب) (الإنجليزية)
- خوان رافاييل فوينتيس على موقع Soccerway.com (الإنجليزية)
- خوان رافاييل فوينتيس على موقع عالم كرة القدم.نت (الإنجليزية)
- خوان رافاييل فوينتيس على موقع AS.com (الإسبانية)
- Juan Fuentes